# Есим (Абайская область)
Есим (каз. Есім) — село в Аксуатском районе Абайской области Казахстана. Входит в состав Ойшиликского сельского округа. Код КАТО — 635859400.

## Население
В 1999 году население села составляло 259 человек (131 мужчина и 128 женщин). По данным переписи 2009 года, в селе проживало 157 человек (80 мужчин и 77 женщин).